# Traian Cocorăscu
Traian Cocorăscu, romunski general, * 1888, † 1970.